# Уганда на летних Олимпийских играх 1960
Уганда принимала участие в Летних Олимпийских играх 1960 года в Риме (Италия) во второй раз за свою историю, но не завоевала ни одной медали.

## Результаты соревнований

### Бокс
Спортсменов — 6
| Спортсмен       | Категория  | 1/32                                                              | 1/16                                                               | 1/8                                                                | Четвертьфиналы       | Полуфиналы           | Финал                | Место |
| Спортсмен       | Категория  | Соперник Результат                                                | Соперник Результат                                                 | Соперник Результат                                                 | Соперник Результат   | Соперник Результат   | Соперник Результат   | Место |
| --------------- | ---------- | ----------------------------------------------------------------- | ------------------------------------------------------------------ | ------------------------------------------------------------------ | -------------------- | -------------------- | -------------------- | ----- |
| Фрэнк Кисекка   | До 51 кг   | Паоло Курчетти (ITA) Пор. 1:4 (56:60, 56:60, 54:60, 56:60, 59:56) | Завершил выступление                                               | Завершил выступление                                               | Завершил выступление | Завершил выступление | Завершил выступление | 33    |
| Джон Сентонго   | До 54 кг   |                                                                   | Брунон Бендиг (POL) Пор. 0:5 (58:60, 57:60, 57:60, 55:60, 58:60)   | Завершил выступление                                               | Завершил выступление | Завершил выступление | Завершил выступление | 17    |
| Грейс Серуваги  | До 63,5 кг |                                                                   | Халид Аль-Кархи (IRQ) Пор. 1:4 (58:59, 58:59, 59:57, 58:59, 58:60) | Завершил выступление                                               | Завершил выступление | Завершил выступление | Завершил выступление | 17    |
| Фрэнк Ньянгвесо | До 71 кг   |                                                                   |                                                                    | Уилберт Макклюр (USA) Пор. 0:5 (55:60, 57:58, 58:59, 57:60, 56:60) | Завершил выступление | Завершил выступление | Завершил выступление | 9     |
| Питер Одиамбо   | До 75 кг   |                                                                   |                                                                    | Эдвард Крук (USA) Пор. 0:5 (56:60, 58:59, 56:60, 56:60, 58:59)     | Завершил выступление | Завершил выступление | Завершил выступление | 9     |
| Джордж Ойвелло  | До 81 кг   |                                                                   |                                                                    | Георге Негря (ROM) Пор. 0:5 (58:59, 58:60, 59:60, 57:60, 58:60)    | Завершил выступление | Завершил выступление | Завершил выступление | 9     |

### Лёгкая атлетика
Спортсменов — 4
Мужчины
| Дисциплина        | Спортсмены                                             | Предварительные забеги | Предварительные забеги | Четвертьфинал        | Четвертьфинал        | Полуфинал             | Полуфинал             | Финал                 | Финал                 |
| Дисциплина        | Спортсмены                                             | Результат              | Место                  | Результат            | Место                | Результат             | Место                 | Результат             | Место                 |
| ----------------- | ------------------------------------------------------ | ---------------------- | ---------------------- | -------------------- | -------------------- | --------------------- | --------------------- | --------------------- | --------------------- |
| 100 м             | Эрасмус Амукун                                         | 10,6                   | 3 Q                    | 10,6                 | 4                    | Завершил выступление  | Завершил выступление  | Завершил выступление  | Завершил выступление  |
| 100 м             | Эггрей Эвори                                           | 10,9                   | 5                      | Завершил выступление | Завершил выступление | Завершил выступление  | Завершил выступление  | Завершил выступление  | Завершил выступление  |
| 200 м             | Эрасмус Амукун                                         | 21,3                   | 2 Q                    | 21,3                 | 4                    | Завершил выступление  | Завершил выступление  | Завершил выступление  | Завершил выступление  |
| 400 м             | Гади Адо                                               | 49,0                   | 4                      | Завершил выступление | Завершил выступление | Завершил выступление  | Завершил выступление  | Завершил выступление  | Завершил выступление  |
| 110 м с барьерами | Жан-Батист Окелло                                      | 14,59                  | 2 Q                    | 14,48                | 2 Q NR               | 14,59                 | 5                     | Завершил выступление  | Завершил выступление  |
| 110 м с барьерами | Эггрей Эвори                                           | 15,36                  | 4 Q                    | 14,94                | 4                    | Завершил выступление  | Завершил выступление  | Завершил выступление  | Завершил выступление  |
| Эстафета 4×100 м  | Эггрей Эвори Гади Адо Эрасмус Амукун Жан-Батист Окелло | 41,90                  | DSQ                    |                      |                      | Завершили выступление | Завершили выступление | Завершили выступление | Завершили выступление |